# Ho Si Minh-város
Ho Si Minh-város (vietnámiul: Thành Phố Hồ Chí Minh, korábbi nevén Szaigon) Vietnám legnagyobb városa, az ország déli részén, a Saigon folyó partján fekszik. Prey Nokor néven Kambodzsa legfontosabb kikötője volt, míg a vietnámiak el nem foglalták a 16. században. Szaigon (vietnámiul: Sài Gòn) néven 1954-ig Francia-Indokína, majd 1975-ig, a vietnámi háború befejeződéséig Dél-Vietnám fővárosa volt.

## Története
A települést valószínűleg az 1. és a 6. században mint halászfalut alapították a khmerek. A Funan Birodalom része volt.
Később nagy kereskedelmi központ lett, kínaiak, indiaiak, malájok kereskedtek itt.
A franciák 1859. február 17-én érkeztek a vidékre. 1891-ben megépítették a postát. A városba misszionáriusok érkeztek. 1862. június 5-én Saigon lett Indokína fővárosa. A kaucsuk és a rizs termesztése kezdődött el ekkor.
1941. július 28-án a japán csapatok megszállták Indokínát. 1945. augusztus 19-éig. A Việt Minh ekkor kezdett el harcolni a japánok ellen, és 1945. szeptember 2-án Hanoi lett a vietnámi főváros.
A franciák ellen folytatott indokínai háború (1946–54) nyomán Vietnám két részre szakadt. A déli rész 1949–54 között átmenetileg Vietnám Állam (État du Viêt Nam) néven létezett a Francia Unió részeként, Saigon fővárossal.
1954-től Saigon – genfi konferencia nyomán megalakult – Dél-vietnámi Köztársaság fővárosa volt. A vietnámi háború végén, 1975. április 30-án az észak-vietnámi hadsereg és a Vietkong csapatai elfoglalták, azóta az egyesült Vietnám része.
1976. július 2-án változtatták nevét Saigonról a jelenlegire, Hồ Chí Minh észak-vietnami elnök neve után.

## Népessége
Lakossága elővárosokkal 2014-ben 12 865 411 fő volt.

## A város közigazgatási beosztása
A város 19 kerületre és 5 körzetre osztották.
| Ho-Si-Minh-város felosztása |          |               |            |
| Név                         | terület  | Lakosság (fő) | Népsűrűség |
| Quận 1                      | 7,73     | 198 032       | 25 619     |
| Quận 2                      | 49,74    | 125 136       | 2 516      |
| Quận 3                      | 4,92     | 201 122       | 40 878     |
| Quận 4                      | 4,18     | 180 548       | 43 193     |
| Quận 5                      | 4,27     | 170 367       | 39 899     |
| Quận 6                      | 7,19     | 241 379       | 33 571     |
| Quận 7                      | 35,69    | 159 490       | 4 469      |
| Quận 8                      | 19,18    | 360 722       | 18 809     |
| Quận 9                      | 114,00   | 202 948       | 1 780      |
| Quận 10                     | 5,72     | 235 231       | 41 124     |
| Quận 11                     | 5,14     | 224 785       | 43 732     |
| Quận 12                     | 52,78    | 290 129       | 5 497      |
| Quận Bình Tân               | 51,89    | 398 712       | 7 684      |
| Quận Bình Thạnh             | 20,76    | 423 896       | 20 419     |
| Quận Gò Vấp                 | 19,74    | 452 083       | 22 902     |
| Quận Phú Nhuận              | 4,88     | 175 293       | 35 921     |
| Quận Tân Bình               | 22,38    | 397 569       | 17 764     |
| Quận Tân Phú                | 16,06    | 366 399       | 22 814     |
| Quận Thủ Đức                | 47,76    | 336 571       | 7 047      |
| Huyện Bình Chánh            | 252,69   | 304 168       | 1 204      |
| Huyện Cần giờ               | 704,22   | 66 271        | 94         |
| Huyện Củ Chi                | 434,50   | 288 279       | 663        |
| Huyện Hóc Môn               | 109,18   | 245 381       | 2 247      |
| Huyện Nhà Bè                | 100,41   | 72 740        | 724        |
| Összesen                    | 2 095,01 | 6 117 251     | 2 920      |

## Képek

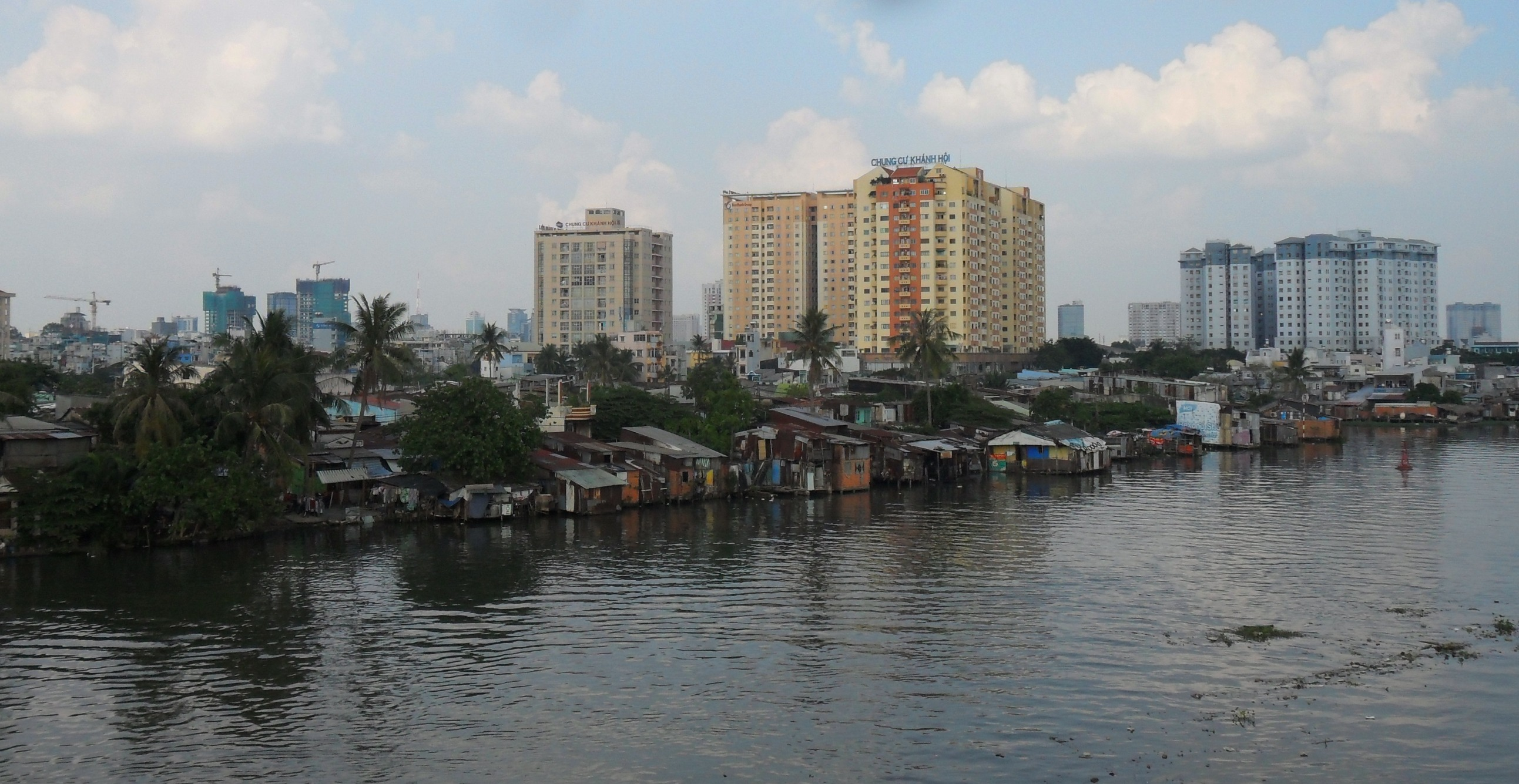
A város egy másik nézetből
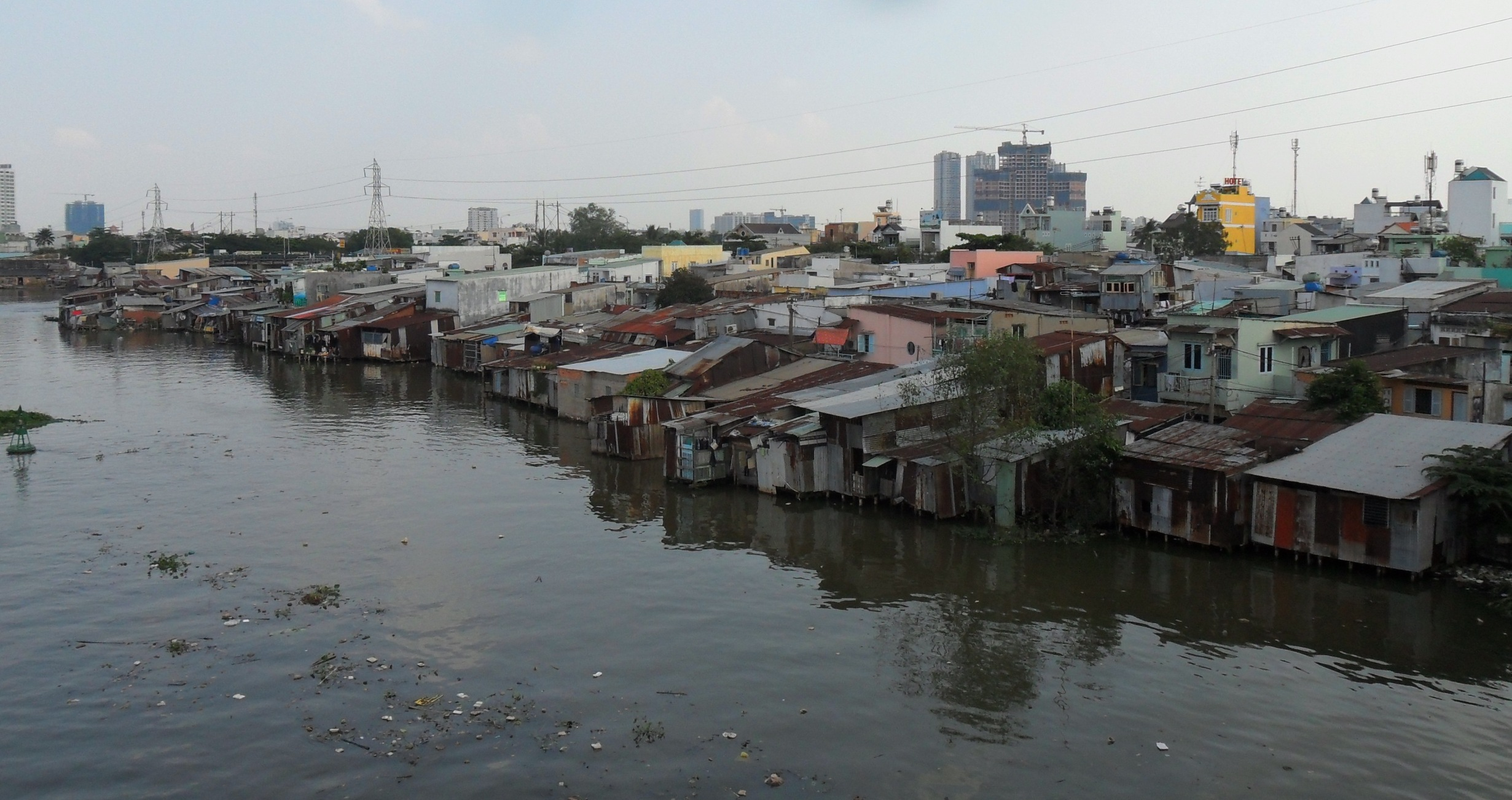
Nyomornegyed a 4. kerületben
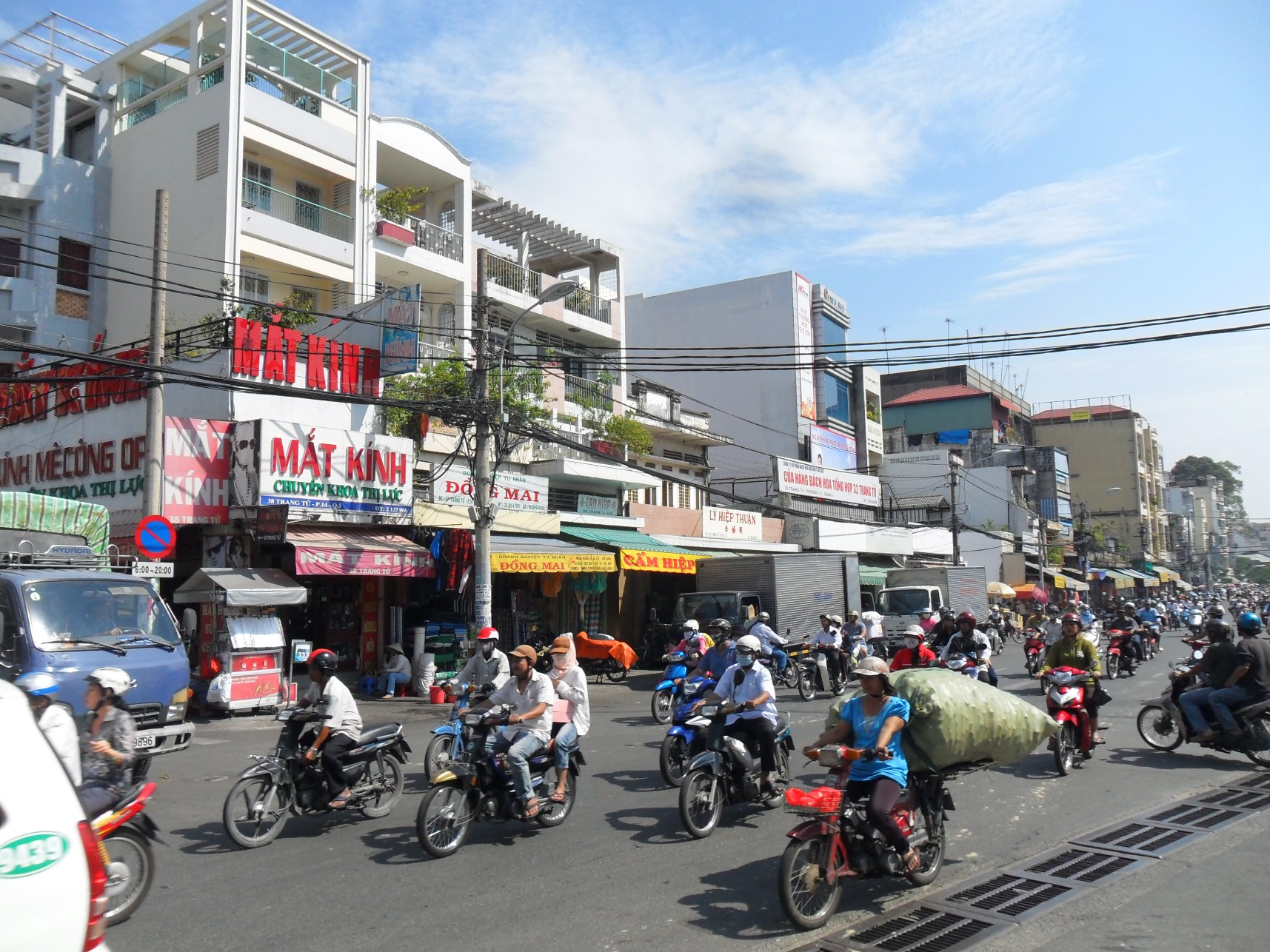
Jellemző mindennapi forgalom
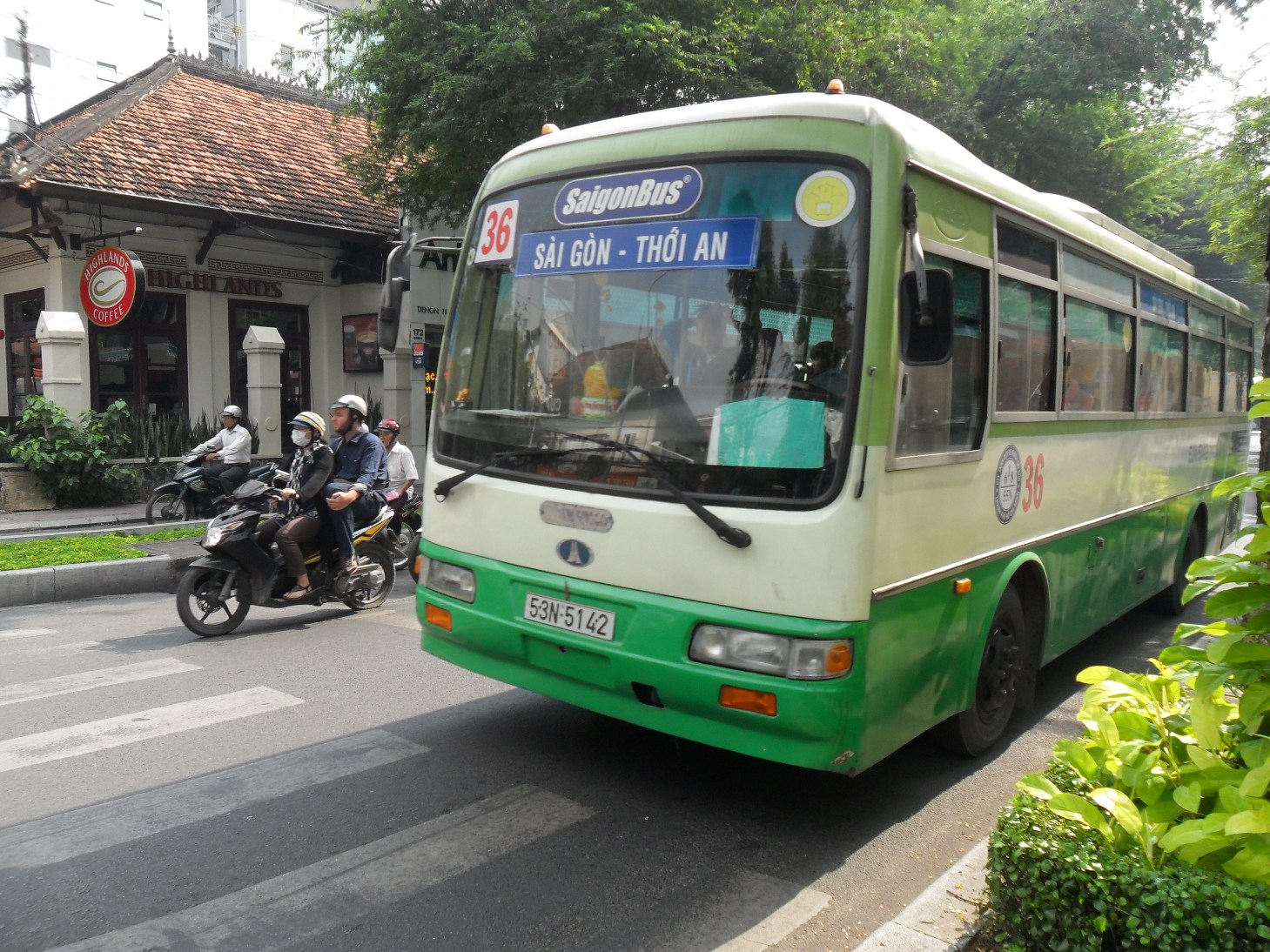
Városi autóbusz
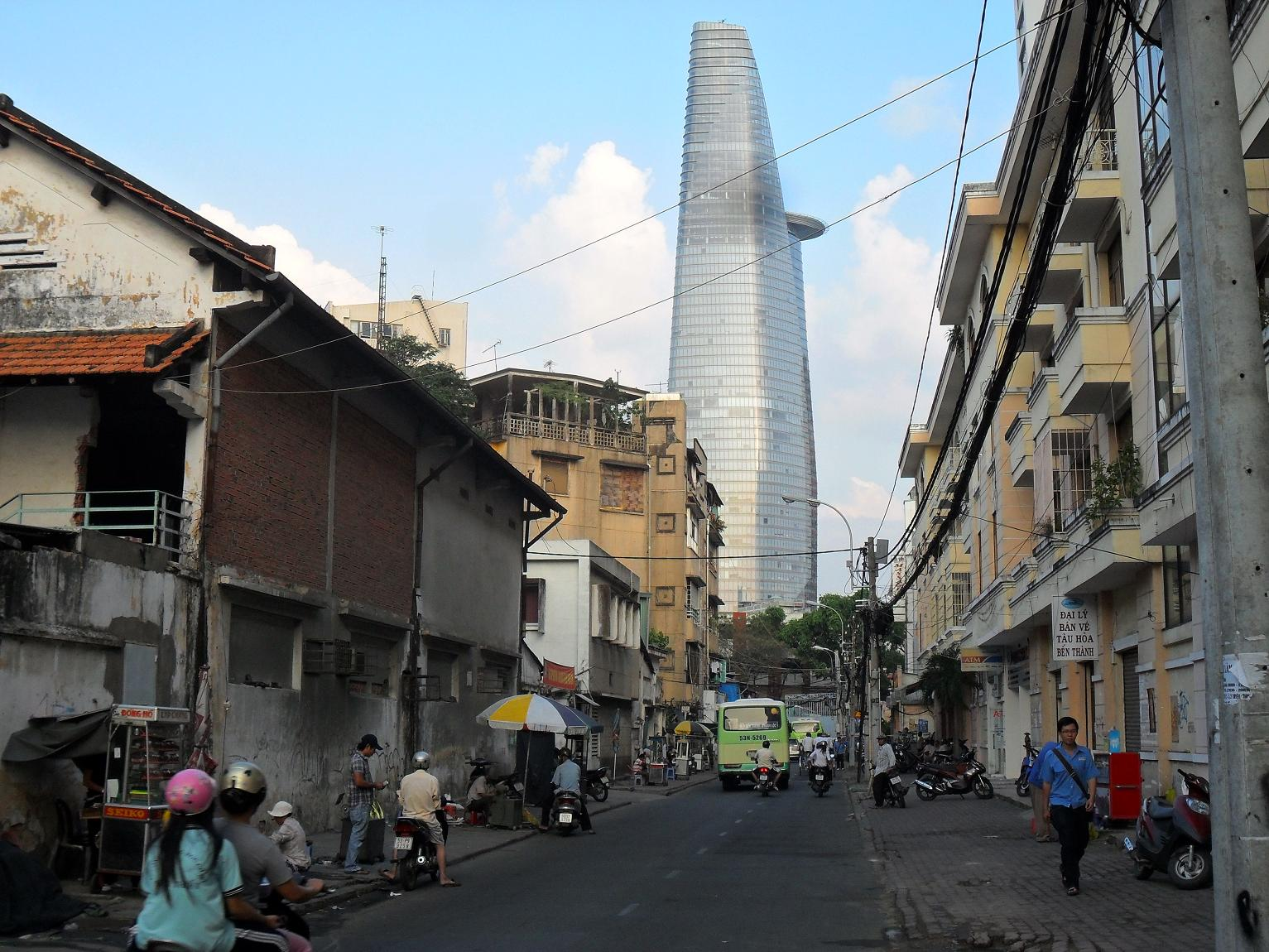
Utcakép a belvárosban, középen a Bitexco felhőkarcolója
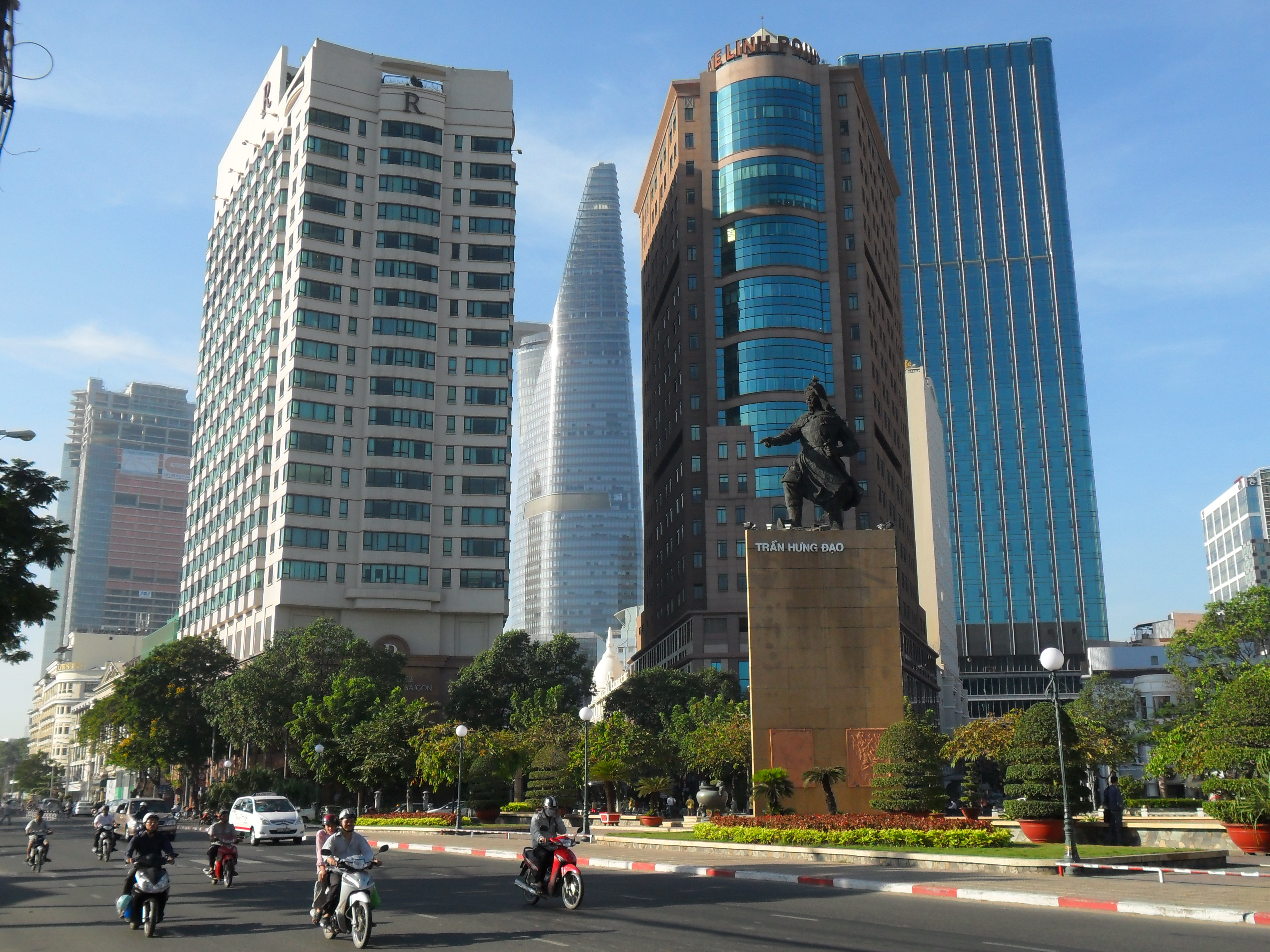
Az üzleti negyed egy része

## Éghajlat
Éghajlata trópusi szavannai, Köppen éghajlati besorolásán: Aw/As. Az átlagos páratartalom: 78-82%. Az évi csapadék zöme májustól novemberig hull le. 
| Hónap                                              | Jan. | Feb. | Már. | Ápr. | Máj. | Jún. | Júl. | Aug. | Szep. | Okt. | Nov. | Dec. | Év   |
| -------------------------------------------------- | ---- | ---- | ---- | ---- | ---- | ---- | ---- | ---- | ----- | ---- | ---- | ---- | ---- |
| Átlagos max. hőmérséklet (°C)                      | 31,6 | 33,0 | 34,0 | 34,6 | 34,0 | 32,4 | 32,0 | 31,8 | 31,3  | 31,2 | 31,0 | 30,8 | 32,3 |
| Átlagos min. hőmérséklet (°C)                      | 21,1 | 22,5 | 24,4 | 25,8 | 25,2 | 24,6 | 24,3 | 24,3 | 24,4  | 24,0 | 22,8 | 21,4 | 23,7 |
| Átl. csapadékmennyiség (mm)                        | 14   | 4    | 11   | 50   | 218  | 312  | 294  | 270  | 327   | 268  | 116  | 48   | 1932 |
| Forrás: World Meteorological Organization, adb.org |      |      |      |      |      |      |      |      |       |      |      |      |      |

## Kultúra

### Színház
- Városi színház: 1899-ben nyitották meg kapuit.
- Hòa Bình-színház
- Bình Quới Kulturális Palota

### Múzeum
- Történelmi múzeum
- Hadi áldozatok múzeuma
- Forradalom múzeum
- Hồ Chí Minh Múzeum
- Művészetek múzeuma

## Média
A médiát a kommunista párt cenzúrázza.
- Napilapok: Sài Gòn Giải Phóng, Tuổi Trẻ, Người Lao Động, Thể thao (sportújság) és Saigon Times Daily.
- Rádió és televízió: A Voice of HCMC People a legnagyobb rádióadó a régióban; a Vietnam TV az állami televízió.

## Látnivalók
- A Dong Khoi mellett fekszik az 1886 és 1891 épített Főposta épülete.
- A város északi felében található a Tanácsháza, amely 1906-ban épült. Mellette park terül el.
- A Notre Dame nevű katedrális, amely 1877 és 1883 között épült.
- Pagodák: Jáde, Phuoc-An-Hoi-Quan, Giac Lam stb.
- Bitexco Financial Tower (felhőkarcoló)
- War Remnants Múzeum
- Cao Dai templom (kaodaizmus)
- Landmark 81 felhőkarcoló

## Testvértelepülések
- Puszan, Dél-Korea (1995)
- San Francisco, USA (1995)
- Sanghaj, Kína (1990)
- Tajpej, Tajvan (1968)